# Ricardo Greer
Pour les articles homonymes, voir Greer.
Ricardo Greer (né le 18 août 1978 à New York) est un joueur puis entraîneur américano-dominicain de basket-ball. Il mesure 1,95 m et évoluait au poste d'ailier.

## Biographie
Ricado Greer, de nationalité dominicaine, grandit à New York dans le Bronx avec son frère Jeff (également basketteur professionnel), son autre frère et sa sœur. Son père les ayant quittés, sa mère les élève seule. Mais, alors que Ricardo est encore adolescent, elle décède. Son frère aîné et sa sœur, déjà jeune mère, s'occupèrent de lui et de Jeff.

### Carrière sportive
Ricardo rejoint les Panthers de Pittsburgh en NCAA I. Non drafté en 2001, il commence sa carrière professionnelle avec Los Prados en République dominicaine. Il y reste une saison puis, en 2001-2002, s'envole pour l'Ukraine, jouer pour le BC Kiev avant de retourner en République dominicaine, cette fois-ci au club Diablos de la Vega.
Il joue pour la première fois en France lors de la saison 2002-2003 où il évolue sous les couleurs du Havre. Il participe au All Star Game de la LNB. Sa carrière le mène ensuite à Londres, puis à Gravelines à  Strasbourg, puis a Pau, et enfin au Nancy
Ailier très puissant, doté d'un bon tir extérieur et d'une très bonne défense, Ricardo Greer a été élu MVP de la finale du championnat de France 2005 où il mena Strasbourg à la victoire face à Nancy, cumulant 14 points, 6 rebonds, 3 passes décisives et 3 interceptions.
Très polyvalent, l'aîné des Greer est l'un des meilleurs joueurs de l'Euroligue à l'évaluation, et s'adapte parfaitement à ce niveau de jeu notamment contre Bologne (33 d'évaluation sur ce match) et fut nommé MVP de la journée ou bien lors de la victoire de Strasbourg face au TAU Ceramica, vice-champion d'Europe (19 points à 6/6 au tir et 7/7 aux lancers-francs).
Plus que son impact statistique, Greer a toujours été présent lors des moments importants que ce soit en Euroligue, en championnat ou en playoff.

En juillet 2007, il signe un contrat de trois ans au SLUC Nancy. Il devient le leader incontestable de l'équipe lorraine. Il signe 16,1 points à 53,5 % de réussite au tir, 6,4 rebonds, 5 passes décisives. Il est 2e au classement des MVP de la saison derrière le Roannais Marc Salyers qu'il rencontre en finale du championnat. Nancy remporte la finale après trois échecs. La saison suivante, il emmène son équipe jusqu'aux demi-finales du championnat de France, où elle fut battue en trois manches par Villeurbanne. Toutefois, il finit une nouvelle fois 2e au classement des MVP de la saison derrière le Toulonnais Austin Nichols, malgré une belle saison (15,3 points 7,1 rebonds et 4,9 passes pour 18,1 d'évaluation de moyenne). L'année suivante, il est enfin consacré MVP étranger malgré l'élimination de Nancy dès le premier tour face à Gravelines.
Le 30 août 2010, il s'engage avec le KK Zadar avant d'être libéré 20 jours plus tard d'un accord commun. Il décide de s'engager pour deux saisons avec la SIG, où il évoluait entre 2004 et 2006.
Le 23 février 2014, il quitte le club alsacien pour rejoindre sa famille en raison d'un problème personnel. En juillet 2014, il rejoint le club qui l'avait vu débuter en Pro A, Le Havre.
Le 24 avril 2015, il dépasse la barre des 5000 points en Pro A.

### Carrière d'entraineur
Après avoir été responsable du développement individuel des joueurs de l'Université de Central Florida, Ricardo Greer rejoint le staff de l'équipe de Dayton comme assistant du coach Anthony Solomon.

## Clubs successifs
- 2001 :  Los Prados
- 2001 - 2002 :  BC Kiev (1er division)
- 2002 :  Diablos de la Vega
- 2002 - 2003 :  STB Le Havre (Pro A)
- 2003 - 2004 :  London Towers (BBL)
- 2004 :  Basket Club Maritime Gravelines Dunkerque Grand Littoral (Pro A)
- 2004 - 2006 :  Strasbourg Illkirch Graffenstaden Basket (Pro A)
- 2006 - 2007 :  Élan béarnais Pau-Lacq-Orthez (Pro A)
- 2007 - 2010 :  Stade Lorrain Université Club Nancy Basket (Pro A)
- 2010 - 2010 :  KK Zadar (A1 liga Ožujsko)
- 2010 - Fév.2014 :  Strasbourg IG (Pro A)
- septembre 2014 - 2015 :  STB Le Havre (Pro A)

## Palmarès

### Club
- Champion de France en 2005 et 2008
- Vainqueur de la Coupe de France : 2007
- Finaliste de la  Disney Land Leaders Cup 2013 avec Strasbourg
- Finaliste du Championnat de France de Pro A 2013 avec Strasbourg

### Sélection nationale
- Membre de l'équipe nationale dominicaine de 1999 à 2013

### Distinctions personnelles
- Participation au All Star Game français en 2003,2005, 2006, 2009
- MVP de la finale du Championnat de France 2005
- Participation au All-Star Game anglais 2004
- Élu dans le meilleur "5" de la saison 2004-2005 par les journalistes de L'Équipe
- Second meilleur joueur de Pro A de la saison 2007-2008.
- Élu MVP étranger de Pro A 2010[6].
- Élu joueur du mois en novembre 2009 (Trophée LNB L'Équipe-Sport +)